# Bernd Vohland
Bernd Vohland (* 16. Dezember 1939 in Gruna; † 22. Oktober 2021 in Freiberg am Neckar) war ein deutscher Brigadegeneral des Heeres der Bundeswehr.

## Leben
Vohland trat 1960 in die Bundeswehr ein und durchlief die Ausbildung zum Offizier. Er hatte Verwendungen als Feuerleitoffizier, Batterieoffizier, S2/S1-Offizier und war als Hauptmann der Batteriechef der 3. Batterie des Panzerartillerielehrbataillons 310.
Von 1970 bis 1972 absolvierte Vohland den 13. Generalstabslehrgang Heer an der Führungsakademie der Bundeswehr in Hamburg, wo er zum Offizier im Generalstabsdienst ausgebildet wurde. Anschließend war er G4 und G3 der Panzergrenadierbrigade 24 in Landshut, ab 1975 Dozent und Lehrstabsoffizier für Logistik an der Führungsakademie der Bundeswehr, ab 1978 Bataillonskommandeur des Feldartilleriebataillons 101 in Pfullendorf und ab 1980 Generalstabsoffizier für Personal der 1. Panzerdivision in Hannover. 1983 nahm er am 63. Lehrgang am NATO Defense College in Rom teil. Er war als Oberst zwischen 1984 und 1986 Chef des Stabes der 11. Panzergrenadierdivision in Oldenburg, anschließend wurde er erster Kommandeur des Unterstützungskommandos 5 (Wartime Host Nation Support) in Ludwigsburg. Von Januar 1989 bis Ende März 1991 war er stellvertretender Leiter und Chef des Stabes beim Materialamt des Heeres in Bad Neuenahr. In diese Zeit fiel die Enttarnung des DDR-Spions Herbert Ludwig. Danach war Vohland bis Ende 1994 Kommandeur der Logistikbrigade Ost (Logistikbrigade 4) in Strausberg.
Anschließend war Vohland als Brigadegeneral General Heereslogistik und Leiter der Abteilung I (Logistik) und zuletzt vom 1. Oktober 1995 bis 31. März 2000 Stellvertretender Kommandeur und Chef des Stabes des Heeresunterstützungskommandos in Mönchengladbach. Anschließend wurde er in den Ruhestand versetzt.
Vohland wurde mit dem Verdienstkreuz 1. Klasse des Verdienstordens der Bundesrepublik Deutschland (Verleihung am 7. März 1996), dem Verdienstkreuz am Bande (Verleihung am 3. Januar 1989) sowie dem Ehrenkreuz der Bundeswehr in Gold ausgezeichnet.
Vohland war verheiratet und hatte drei Kinder.